# 大分市立坂ノ市小学校
大分市立坂ノ市小学校（おおいたしりつ さかのいちしょうがっこう）は、大分県大分市坂ノ市中央五丁目にある公立小学校。

## 概要
複数の学校が1908年（明治41年）に佐賀市尋常高等小学校として統合され、100年を越える歴史を持っている。生徒数は約850人（2025年度）。

## 沿革

### 佐賀市村以前[2][3]
- 久原尋常小学校（久原村）→佐賀尋常小学校（佐賀村）

1874年（明治7年） - 創立。
- 久原簡易学校（佐加村）
- 上野簡易学校（佐加村）

- 木田尋常小学校（木田村）

1880年（明治13年） - 創立。
- 北部高等小学校（市村）

1888年（明治21年）9月27日 - 「市村他七ヶ村組合立北部高等小学校」創立（生徒数：男20余名・女2名、教員数2名：校長1、訓導1）。
- 佐賀市尋常高等小学校（佐賀市村）

1908年（明治41年） - 佐賀市村の小学校が統合され「佐賀市尋常高等小学校」（尋常12学級、高等3学級）となる。

### 坂ノ市町以降
- 坂ノ市尋常高等小学校[6]

1920年（大正9年） - 坂ノ市町発足に伴い、「坂ノ市尋常高等小学校」に改称。
1923年（大正12年） - ❝全国優良小学校❞の1校として、帝国教育会が編纂した書籍中の一覧に掲載される（大分県では9校）。
- 坂ノ市町青年学校

1935年（昭和10年）4月 - 青年学校令に基づき坂ノ市尋常高等小学校内に「坂ノ市町青年学校」を設置。
- 東国民学校[9]

1941年（昭和16年） - 国民学校令に基づき「坂ノ市町立東国民学校」に改称。
- 東小学校[注釈 1][10]

1947年（昭和22年） - 学校教育法に基づき「坂ノ市町立東小学校」に改称。
1963年（昭和38年）1月7日 - 22時10分頃、校舎一棟（木造二階建12教室）から出火し全焼。焼失面積1443㎡。放火の疑い。損害額1350万円。
- 坂ノ市小学校

1963年（昭和38年） - 坂ノ市町が大分市へ編入され、大分市立坂ノ市小学校に改称。
1969年（昭和44年） - 大気汚染観測のため降下煤塵の観測所が設置される。1946年度からは硫黄酸化物の濃度測定開始。
1970年（昭和45年）4月1日 - 大分市立坂ノ市幼稚園を併設。
1971年（昭和46年）8月5日 - 九州西岸に上陸した台風19号により校庭のイチョウの大木が倒れる。
1975年（昭和50年） - 第25回全国小中学校つづり方コンクール小学校低学年の部にて2位となり表彰される。
1983年（昭和58年） - ソニー教育振興財団（現：ソニー教育財団）による「第28回ソニー理科教育振興資金」（現：小学校理科教育振興資金）の「優良校」に選ばれ金30万円が贈呈され、併せてソニー株式会社よりポータブルビデオ機器一式が贈呈される。
2011年（平成23年）12月12日 - 校舎改築。補強工事の計画であったが困難と判明し全面改築へ変更。工事の際、「丹生川坂ノ市条里跡第13次調査」が施行され、弥生時代の石棺墓が発掘される。出土した石棺は亀塚古墳の西側に移設されている。
2024年（令和6年）1月9日 - 『ニュースを中心に社会にあふれる情報を正しく読み解く能力「ニュース・リテラシー」を学ぶオンライン授業』が読売新聞社の主催で行われる。
2025年（令和7年）2月8日 - 自然環境保全をテーマとする第8回「“山！川！海！を守り育てよう”小学生ポスターコンクール」において最優秀賞を獲得し表彰される。

## 通学区域
- 細、久原、坂ノ市、東上野、木田、坂ノ市中央一丁目～五丁目、坂ノ市西一丁目・二丁目、坂ノ市南一丁目～四丁目、久原中央一丁目～四丁目、久原南一丁目・二丁目、日吉原、恵比寿町、浜中、久原北[23]

## 周辺施設
- 坂ノ市駅
- 萬弘寺
- 大分市立坂ノ市中学校

## アクセス
- 鉄道：JR日豊本線坂ノ市駅から徒歩7分。
- バス：大分バス「坂の市小学校前」より徒歩2分。